# Église épiscopalienne du Calvaire de Cincinnati
 (juillet 2019).
L'église épiscopalienne du Calvaire (en anglais Calvary Episcopal Church) est située au 3766 de l'avenue Clifton, dans le quartier de Clifton, à Cincinnati dans l'Ohio, aux États-Unis. 
Elle fait partie du quartier historique de Clifton Avenue (en). Son bâtiment annexe d'école du dimanche est inscrit au registre national du 3 mars 1980.

## Histoire
L'église épiscopalienne du Calvaire a commencé dans une petite école située du côté est de l'avenue Clifton, où les premiers offices sont célébrés dès 1844. Quatre ans plus tard, une église en bois a été construite à l'angle nord-ouest de Clifton et de Lafayette Avenue et a été baptisée la chapelle Clifton (The Clifton Chapel). La « paroisse du Calvaire » a été constituée en 1863 selon les statuts de l'État de l'Ohio. La construction de l'église actuelle a commencé en 1866 et s'est achevée en 1867. Le premier président du comité de construction fut Henry Probasco. Le coût de la construction fut d'environ 88 300 $.
Le style néogothique de l'église était similaire à celui des hôtels particuliers du quartier. Le clocher et la cloche ont été financés par M. et Mme Henry Probasco en mémoire de leur frère, Tyler Davidson. Sur d'autres monuments funéraires de l'église se trouvent les noms des familles Shoenberger, Probasco, Resor, Neave et Bowler.
C'est l'un des nombreux lieux associés à l'architecte Samuel Hannaford (en) qui a été inscrit sur le registre national dans le cadre d'une étude de 1978 sur les ressources thématiques.